# Clan Nakatomi
Le clan Nakatomi (中臣氏, Nakatomi-uji) est un clan influent du Japon ancien. Ce clan, qui soutient fermement le shintoïsme face à l'introduction du bouddhisme, prétend descendre d'un kami, à un degré moins sublime que celui de la famille impériale.
Le clan lutte avec le clan Mononobe contre le clan Soga pour l'interdiction du bouddhisme. Il prend le pouvoir en 645.
Le clan Nakatomi est à l'origine du clan Fujiwara (fondé par Nakatomi no Kamatari), probablement le clan le plus influent de l'époque de Heian.

## Histoire
Au Département des Divinités, il y avait cette organisation:35, :25-26.
- Le Clan Inbe était responsable de la gestion de l'achat de matériel pour les rituels et de l'exécution des rites d'abstinence[1] :25-26 et distribution d'offrandes d'hommage au sein du Jingikan[1]:35 prétendant descendre d'Ame no Futodama no Mikoto[1] :25-26.
- Clan Sarumé : les femmes étaient chargées d'exécuter des danses sacrées[1]:35. Initialement servant de voyants et de guérisseurs, leur rôle a évolué pour inclure l'exécution de danses rituelles, ou kagura, lors des rites d'intronisation et des cérémonies[1]:25-26 prétendant descendre de la déesse Ame no Uzume no Mikoto[1] :25-26.
- Les Tamatsukuri se spécialisaient dans la création de bijoux[1]:35.
- Les Kagamitsukuri étaient connus pour fabriquer des miroirs pour une utilisation dans les cérémonies du sanctuaire[1]:35.
- Le clan Urabe (卜部氏|卜部氏) considéré comme de rang relativement bas, effectuait des pratiques divinatoires[1]:35,[2] utilisant des carapaces de tortues et des omoplates de cerf[1] :25-26 prenant plus tard le nom de famille « Clan Yoshida » et revendique une descendance d'Ame no Koyane[1] :25-26.

- Le clan Nakatomi, plus tard connu sous le nom de clan Fujiwara, se spécialisait dans la récitation de prières aux Kami, avec une lignée divine remontant à Ame no Koyane no Mikoto[1]:25-26.
  - Dans son livre Jinja to kodai ōken saishi (1989), Iwao Ōwa (ja) théorise que le clan Clan Ō (多氏, 多氏?, Ō no uji) était à l'origine ōmi (大忌, « plus grand tabou (prêtrise) »), mais a été usurpé par le clan Nakatomi, qui faisait partie du « moindre clergé » (ce dernier prétendant descendre du Clan Inbe). Takemikazuchi était à l'origine un dieu local (kuni-tsu-kami) révéré par le Clan Ō, et était un dieu du voyage maritime. Cependant, le clan Nakatomi, qui a également des racines dans cette région, et lorsqu'ils ont pris le contrôle des devoirs sacerdotaux du clan Ō, ils ont également institué Takemikazuchi comme l'ujigami (divinité du clan) du clan Nakatomi. Ou du moins, c'est l'observation faite par Iwao Ōwa[3].